# Operator Laplace’a
Operator Laplace’a, laplasjan – operator różniczkowy drugiego rzędu, wprowadzony przez Pierre’a Simona de Laplace’a. W układzie kartezjańskim 3-wymiarowym ma postać:
{\displaystyle \Delta \equiv \nabla ^{2}={\frac {\partial ^{2}}{\partial x^{2}}}+{\frac {\partial ^{2}}{\partial y^{2}}}+{\frac {\partial ^{2}}{\partial z^{2}}}.}
Operator ten uogólnia się na przestrzenie euklidesowe {\displaystyle n}-wymiarowe z dowolnymi układami współrzędnych krzywoliniowych (w tym ze współrzędnymi kartezjańskimi) oraz na dowolne przestrzenie riemannowskie i pseudoriemannowskie.

## Zastosowania
(1) Operator Laplace’a występuje w wielu równaniach fizyki, np.
- w równaniu przewodnictwa cieplnego
- w równaniu falowym
- jako część hamiltonianu
- jako przestrzenna składowa operatora d’Alemberta

(2) W teorii prawdopodobieństwa laplasjan jest generatorem procesu Wienera.

## Operator Laplace’a – współrzędne kartezjańskie
Definicja operatora Laplace’a w {\displaystyle n}-wymiarowym układzie kartezjańskim
{\displaystyle \Delta \equiv \nabla ^{2}={\frac {\partial ^{2}}{\partial x_{1}^{2}}}+{\frac {\partial ^{2}}{\partial x_{2}^{2}}}+\dots +{\frac {\partial ^{2}}{\partial x_{n}^{2}}}.}

## Operator Laplace’a – ortogonalne współrzędne krzywoliniowe
(1) Operator Laplace’a w {\displaystyle n}-wymiarowym ortogonalnym krzywoliniowym układzie współrzędnych ma postać
{\displaystyle \Delta ={\frac {1}{h_{1},h_{2},\dots ,h_{n}}}\sum _{i=1}^{n}{\frac {\partial }{\partial q^{i}}}\left({\frac {h_{1},h_{2},\dots ,h_{n}}{h_{i}^{2}}}{\frac {\partial }{\partial q^{i}}}\right),}
gdzie:
- {\displaystyle q_{i},i=1,\dots ,n} – współrzędne krzywoliniowe,
- {\displaystyle h_{i}} – współczynniki Lamego, tj.
- {\displaystyle h_{i}={\sqrt {g_{ii}}},}

gdzie:
- {\displaystyle g_{ii}} – wyrazy diagonalne kowariantnego tensora metrycznego we współrzędnych krzywoliniowych.

Zauważmy, że współczynniki Lamego są w ogólności funkcjami współrzędnych (por. przykład poniżej), dlatego nie można ich przesunąć przed pochodną {\displaystyle {\frac {\partial }{\partial q^{i}}}} w powyższym wzorze. Powyższy wzór wyprowadza się wychodząc od definicji operatora Laplace’a w układzie kartezjańskim i dokonując podstawienia pod współrzędne kartezjańskie zależności funkcyjne od innych zmiennych.
(2) W szczególności w układzie 3-wymiarowym mamy
{\displaystyle \Delta ={\frac {1}{h_{1}h_{2}h_{3}}}\sum _{i=1}^{3}{\frac {\partial }{\partial q_{i}}}\left({\frac {h_{1}h_{2}h_{3}}{h_{i}^{2}}}{\frac {\partial }{\partial q_{i}}}\right),}
czyli
{\displaystyle \Delta ={\frac {1}{h_{1}h_{2}h_{3}}}\left[{\frac {\partial }{\partial q_{1}}}\left({\frac {h_{2}h_{3}}{h_{1}}}{\frac {\partial }{\partial q_{1}}}\right)+{\frac {\partial }{\partial q_{2}}}\left({\frac {h_{1}h_{3}}{h_{2}}}{\frac {\partial }{\partial q_{2}}}\right)+{\frac {\partial }{\partial q_{3}}}\left({\frac {h_{1}h_{2}}{h_{3}}}{\frac {\partial }{\partial q_{3}}}\right)\right].}

### Współrzędne sferyczne
Z powyższego ogólnego wzoru można otrzymać w szczególności postać operatora Laplace’a w układzie współrzędnych sferycznych {\displaystyle r,\theta ,\varphi }
{\displaystyle \Delta ={\frac {1}{r^{2}}}\left({\frac {\partial }{\partial r}}r^{2}{\frac {\partial }{\partial r}}+{\frac {1}{\sin \theta }}{\frac {\partial }{\partial \theta }}\sin \theta {\frac {\partial }{\partial \theta }}+{\frac {1}{\sin ^{2}\theta }}{\frac {\partial ^{2}}{\partial \varphi ^{2}}}\right)}
lub
{\displaystyle \Delta ={\frac {1}{r}}{\frac {\partial ^{2}}{\partial r^{2}}}r+{\frac {1}{r^{2}}}\left(\operatorname {ctg} \theta {\frac {\partial }{\partial \theta }}+{\frac {\partial ^{2}}{\partial \theta ^{2}}}+{\frac {1}{\sin ^{2}\theta }}{\frac {\partial ^{2}}{\partial \varphi ^{2}}}\right).}

### Współrzędne walcowe
Z ogólnego wzoru można otrzymać postać operatora Laplace’a w układzie współrzędnych walcowych {\displaystyle \rho ,\theta ,z}
{\displaystyle \Delta ={\frac {1}{\rho }}{\frac {\partial }{\partial \rho }}\left(\rho {\frac {\partial }{\partial \rho }}\right)+{\frac {1}{\rho ^{2}}}{\frac {\partial ^{2}}{\partial \varphi ^{2}}}+{\frac {\partial ^{2}}{\partial z^{2}}}}

## Przykład: Obliczenie operatora Laplace’a z ogólnego wzoru
Pokażemy tu, jak obliczyć operator Laplace’a we współrzędnych sferycznych, wychodząc od ogólnego wzoru.
Współrzędne sferyczne {\displaystyle (r,\theta ,\phi )} są związane ze współrzędnymi kartezjańskimi {\displaystyle x,y,z} za pomocą zależności
{\displaystyle {\begin{cases}x=r\sin \theta \cos \phi \\y=r\sin \theta \sin \phi \\z=r\cos \theta \end{cases}}}
Kowariantny tensor metryczny ma postać (patrz: tensor metryczny- przykłady)
{\displaystyle g_{ij}={\begin{pmatrix}1&0&0\\0&r^{2}&0\\0&0&r^{2}\sin ^{2}\theta \end{pmatrix}}}
zatem współczynniki Lamego są następujące
{\displaystyle {\begin{cases}h_{1}=1\\h_{2}=r\\h_{3}=r\sin \theta \end{cases}}}
Wstawiając powyższe współczynniki Lamego do ogólnego wzoru na laplasjan w {\displaystyle 3}-wymiarowym krzywoliniowym układzie współrzędnych i wykonując różniczkowanie otrzymuje się szukany wzór
{\displaystyle \Delta ={\frac {1}{r^{2}}}\left({\frac {\partial }{\partial r}}r^{2}{\frac {\partial }{\partial r}}+{\frac {1}{\sin \theta }}{\frac {\partial }{\partial \theta }}\sin \theta {\frac {\partial }{\partial \theta }}+{\frac {1}{\sin ^{2}\theta }}{\frac {\partial ^{2}}{\partial \varphi ^{2}}}\right)}

## Operator Laplace’a – dowolne współrzędne krzywoliniowe
Operator Laplace’a w {\displaystyle n}-wymiarowym krzywoliniowym układzie współrzędnych {\displaystyle q^{1},\dots ,q^{n}} ma postać
(1) ogólny wzór
{\displaystyle \nabla ^{2}=\nabla q^{m}\cdot \nabla q^{n}{\frac {\partial ^{2}}{\partial q^{m}\partial q^{n}}}+\nabla ^{2}q^{m}{\frac {\partial }{\partial q^{m}}}.}
(2) z użyciem symboli {\displaystyle \Gamma _{mn}^{l}}
{\displaystyle \nabla ^{2}=g^{mn}\left({\frac {\partial ^{2}}{\partial q^{m}\partial q^{n}}}-\Gamma _{mn}^{l}{\frac {\partial }{\partial q^{l}}}\right),}
gdzie:
{\displaystyle g^{mn}} – odwrotny tensor metryczny,
{\displaystyle \Gamma _{mn}^{l}} – symbole Christoffela układu krzywoliniowego.
(3) z użyciem odwrotnego tensora metrycznego {\displaystyle g^{ij}}
{\displaystyle \nabla ^{2}={\frac {1}{\sqrt {|\det g|}}}{\frac {\partial }{\partial q^{i}}}\left({\sqrt {|\det g|}}\,g^{ij}{\frac {\partial }{\partial q^{j}}}\right),}
gdzie:
{\displaystyle \det g} – wyznacznik tensora metrycznego.
(patrz równanie Voss-Weyla dotyczące dywergencji)

## Związek operatora Laplace’a z gradientem i dywergencją
Słuszne są następujące twierdzenia:
Tw. 1 Laplasjan funkcji skalarnej {\displaystyle f} jest równy dywergencji z gradientu tej funkcji
{\displaystyle \Delta f=\operatorname {div} \ (\operatorname {grad} \ f)}
lub równoważnie
{\displaystyle \Delta f\equiv \nabla ^{2}=\nabla \cdot \nabla f.}
Tw. 2 Laplasjan funkcji wektorowej {\displaystyle {\vec {F}}} wyraża się przez operatory gradientu i rotacji
{\displaystyle \Delta {\vec {F}}=\operatorname {grad} (\operatorname {div} {\vec {F}})-{\operatorname {rot} }(\operatorname {rot} {\vec {F}})}
lub równoważnie
{\displaystyle \Delta {\vec {F}}=\nabla (\nabla \cdot {\vec {F}})-\nabla \times (\nabla \times {\vec {F}}).}
Tw. 3 Laplasjan iloczynu funkcji skalarnych oblicza się według poniższego wzoru
{\displaystyle \Delta (fg)=f\Delta (g)+2\nabla f\cdot \nabla g+g\Delta (f)}
lub równoważnie
{\displaystyle \nabla ^{2}(fg)=f\,\,\nabla ^{2}\!g+2\,\nabla f\cdot \nabla g+g\,\,\nabla ^{2}\!f.}

## Działanie operatora Laplace’a na funkcję wektorową
Operator Laplace’a działając na funkcję wektorową zapisaną w układzie kartezjańskim w postaci
{\displaystyle {\vec {F}}=[F_{1},\dots ,F_{n}]\equiv \sum _{k=1}^{n}F_{k}\,{\hat {e}}_{k}}
tworzy wektor, którego współrzędnymi są wielkości {\displaystyle \Delta F_{k}} obliczone z funkcji współrzędnych {\displaystyle F_{k}} tej funkcji wektorowej, tj.
{\displaystyle \Delta {\vec {F}}=[\Delta F_{1},\dots ,\Delta F_{n}]}
lub równoważnie
{\displaystyle \Delta {\vec {F}}=\sum _{k=1}^{n}(\Delta F_{k}){\hat {e}}_{k}.}
W innych układach współrzędnych działanie operatora Laplace’a wyraża się bardziej złożonymi wzorami.